# Olivier Basselin
Olivier Basselin eller Bachelin var en normandisk folksångare omkring 1400, vars namn satts i förbindelse med uppkomsten av Vaudeville.